# الاحتلال الفرنسي لموسكو

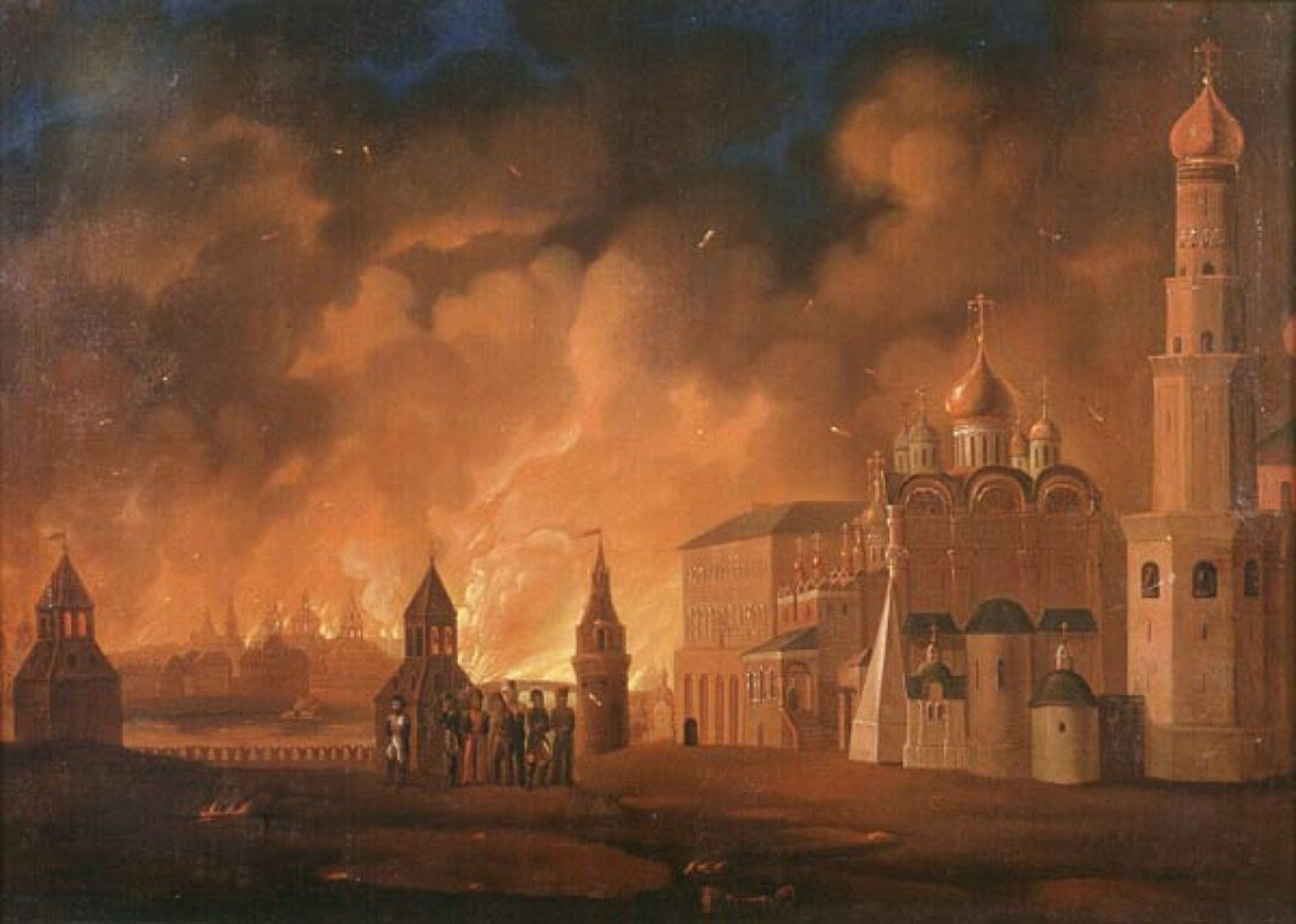
صورة لموسكو بعد احتلالها من نابليون

أُحتِلت موسكو في 14 سبتمبر عام 1812 من قبل الجيش الكبير للإمبراطور الفرنسي نابليون بونابرت خلال الحروب النابليونية. كما اعتُبر احتلال موسكو ذُروَة الغزو الفرنسي لروسيا. وأثناء الاحتلال الذي استمر 36 يومًا، دُمرت المدينة بالنيران لمدة ستة أيام ونُهبت.
بعد استمرار «عملية تأخير» باركلي، والتي تُعرَّف على أنها «نظريًا عملية تستبدل فيها قوة تحت الضغط المساحة بالزمن عن طريق إبطاء اندفاع العدو وإلحاق أقصى قدر من الضرر به، دون الانخراط بشكل حاسم»، وحتى معركة بورودينو كجزء من حرب الاستنزاف، استخدم كوتوزوف الكونت فيودور روستوبشين لحرق موارد موسكو كجزء من إستراتيجية الأرض المحروقة، ولجأ لحرب العصابات التي شنها القوزاق ضد الإمدادات الفرنسية، والحرب الشاملة من قبل الفلاحين ضد الناهبين. أضعف هذا النوع من الحرب الجيش الفرنسي في أكثر نقاطه استهدافًا: اللوجستيات. في 19 أكتوبر 1812، بعد معركة تاروتينو الخاسرة، ضعف الجيش الفرنسي بسبب الاستنزاف والافتقار إلى المؤن، وبعد أن حُذر من أول تساقط للثلوج، هجر المدينة طواعية.

## الخَلفِيَّة
تكبد الجيش الروسي بقيادة المشير الميداني ميخائيل كوتوزوف خسائر فادحة في معركة بورودينو في 7 سبتمبر عام 1812. قبل فجر 8 سبتمبر، أمر كوتوزوف بالانسحاب من بورودينو شرقًا للحفاظ على الجيش، وعسكروا خارج موجايسك. في 10 سبتمبر، كان المركز الرئيسي للجيش الروسي يقع في بولشيي فيازيومي. كان المالك ديمتري غوليتسين، أحد جنرالاته. تشير المصادر الروسية إلى أن ميخائيل كوتوزوف كتب عددًا من الأوامر والرسائل إلى فيودور روستوبشين حول إنقاذ المدينة أو الجيش. في 11 سبتمبر، كتب نابليون للمشير فيكتور للإسراع إلى موسكو. في 12 سبتمبر 1812 غادرت القوات الرئيسية لكوتوزوف القرية (الآن غوليتسينو)، وعسكرت بالقرب من أودينتسوفو، على بعد 20 كم إلى الغرب، وتبعها مقدمة جيش مورتييه ويواكيم مورات. في 12 سبتمبر، نام نابليون بونابرت، الذي أصيب بنزلة برد وفقد صوته، في منزل المزرعة الرئيسي في بولشيي فيازيومي. في 13 سبتمبر، غادر نابليون المزرعة واتجه شرقًا. خيم نابليون وبوناتوفسكي أيضًا بالقرب من أودينتسوفو ودعوا مورات لتناول العشاء. التقى قادة الجيش الروسي بعد ظهر ذلك اليوم في قرية فيلي قرب موسكو. بعد نقاش طويل اتبع كوتوزوف نصيحة كارل تول بالانسحاب إلى الجنوب ما أسفر عن نتائج عظيمة لاحقًا وأدى إلى نشوب معركة مالوياروسلفتس بجيش روسي معزز.
...يجب أن يُذكر أنه منذ البداية اعتقد كوتوزوف أن هذه المعركة كانت غير ضرورية... هو عجوز ماكر بالفعل! كان يعرف بالضبط ما كان يفعله... وأثبتت الأحداث اللاحقة صحة ذلك... في ضوء كل هذا، من الصعب العثور على خطأ في كلمات كوتوزوف أو أفعاله. كان المدافع العجوز الماكر يعرف أنه بغض النظر عن مدى سوء الوضع على المدى القصير، فإن تقديره سيكون صحيحًا على المدى الطويل. القصير والطويل: تخدم هذه المفاهيم بشكل رائع في وصف الفرق بين نابليون وكوتوزوف. كان نابليون سيد المدى القصير، لكن كوتوزوف كان يعرف ما هو أفضل للمدى الطويل.

## الفرنسيون يدخلون موسكو
كان الجنرال ميخائيل ميلرادافيتش، قائد ساقة الجيش الروسي، قلقًا بشأن وضع الجيش؛ المنتشر عبر موسكو، المثقل بعدد كبير من الجرحى والعديد من القوافل. أرسل ميلورادوفيتش النقيب فيودور أكينفوف، من حراس الإنقاذ في فوج الهوصار، لبدء مفاوضات مع المارشال يواكيم مورات، قائد طليعة الجيش الفرنسية. ويتوجب على أكينوفوف تسليم مذكرة موقعة من الكولونيل بايسي كيساروف، الجنرال المناوب لهيئة الأركان العامة للجيش الروسي، تنص على أن «مسؤولية الجرحى المتبقين في موسكو ملقاة على عاتق إنسانية القوات الفرنسية»، ورسالة شفهية من ميلرادافيتش يقول فيها:
إذا أراد الفرنسيون احتلال كامل موسكو، يجب عليهم، ودون أن يتقدموا بشكل عنيف، أن يدعونا نغادرها بسلام مع المدفعية والقافلة؛ وإلا، فإن الجنرال ميلورادوفيتش سيقاتل حتى آخر رجل قبل موسكو وفي موسكو، وسيترك لكم أنقاضًا عوضًاعن موسكو.
أُخر أكينفوف عن طريق إبقائه في المعسكر الفرنسي لأطول فترة ممكنة.
في صباح يوم 14 سبتمبر، وصل أكينفوف مع عازف بوق من موكب ميلرادافيتش إلى الجانب الفرنسي بينما كان الفرنسيون يستأنفون هجومهم بسلاح الفرسان. استقبلهم الكولونيل كليمان لويس إيليون دو فيلنوف، من فوج خيول يايغر الأول، الذي أرسل أكينوفوف إلى الجنرال أوراس فرانسوا باستيان سيباستياني، قائد سلاح الفرسان الثاني. رفض أكينفوف عرض سيباستياني بتسليم المذكرة؛ وقال إنه أُمر بتسليم المذكرة والرسالة الشفهية إلى مراد شخصيًا. أُرسل الوفد الروسي إلى مراد....
رفض مراد التسوية في البداية. وردَّ على في المذكرة أنه «لا حاجة لإلقاء مسؤولية المرضى والجرحى على مروءة القوات الفرنسية، فالفرنسيون لا يعتبرون أسرى الأعداءِ أعداءً». إضافة إلى ذلك، قال مراد إن نابليون هو الوحيد الذي يمكنه وقف الهجوم، وأرسل الروس لمقابلة الإمبراطور. لكن مراد غير رأيه بسرعة واستدعى الوفد، قائلاً إنه على استعداد لقبول شروط ميلرادافيتش لإنقاذ موسكو من خلال التقدم «بهدوء» مثلما سيفعل الروس، بشرط أن يُسمح للفرنسيين بالاستيلاء على المدينة في نفس اليوم. كما طلب مراد من أكينفوف، وهو مواطن من موسكو، إقناع سكان المدينة بالالتزام بالهدوء لتجنب الأعمال الانتقامية.
بدأ الجيش الكبير دخول موسكو بعد ظهر يوم 14 سبتمبر، يوم الاثنين، في أعقاب انسحاب الجيش الروسي. التقى سلاح الفرسان من الطليعة الفرنسية بالقوزاق من الحرس الخلفي الروسي. ولم يحدث أي اقتتال، بل أظهروا لبعضهم الاحترام المتبادل.
في تمام الساعة الثانية ظهرا، وصل نابليون إلى بكلونياغرا، الواقعة على بعد 3 أميال من حدود موسكو1812. ورافقته طليعة الجيش الفرنسي، مصفوفةً كما في تشكيلة المعركة بأوامر من مراد. انتظر نابليون نصف ساعة. عندما لم يظهر أي رد روسي، أمر بإطلاق مدفع للإشارة إلى التقدم نحو المدينة. تقدم الفرنسيون بسرعة. بدأت قوات المشاة والمدفعية في دخول موسكو. انقسمت القوات الفرنسية أمام بوابة دراغاميلوفسكيا بغية دخول المدينة عبر بوابات أخرى.
توقف نابليون عند أسوار المدينة، عند متراس كامير- كاليشسكي، على بعد حوالي 15 دقيقة من بوابة دراغاميلوفسكي، بانتظار وفد من موسكو. بعد عشر دقائق، أخبرهم أحد الشبان الفرنسيين أن المدينة خالية من الجيش الروسي ومن السكان. أثار الخبر حالةً من الذهول لدى الفرنسين من ثم خيبة الأمل والأسف. لم يستأنف نابليون مسيرته في المدينة إلا بعد ساعة من الزمن، تبعه دخول أول سلاح فرسان فرنسي إلى موسكو. اجتاز دراغاميلوفسكي يامسكايا سلوبادا وتوقف على ضفاف نهر موسكو. عبرت طليعة الجيش النهر؛ استخدمت قوات المشاة والمدفعية الجسر، بينما عبر سلاح الفرسان عبر المخاضة. على الضفة المقابلة، اقتحم الجيش مفارز حراسة صغيرة موجودة على طول ضفة النهر والشوارع.

استمر نابليون بالتقدم مع حاشيته الكبيرة. وقد سبقه سريتان من حراس الخيول على مسافة مائة قامة، وكان زيه العسكري صارماً مقارنة بمن حوله. كانت الشوارع مهجورة. في شارع أربات، لم ير نابليون سوى صيدلاني مع عائلته يرعون جنرالًا فرنسيًا مصابًا في أحد الأكشاك. عند بوابة بارفيتسكي في الكرملين، أشار نابليون إلى الجدران بسخرية قائلًا: «يا له من سور مخيف!».
في الكرملين، كان كل شيء في مكانه، كما هو الحال تمامًا في معظم القصور الخاصة: حتى الساعة استمرت، كما لو أن أصحابها مازالوا منزلهم. كانت المدينة بدون السكان محاطةً بصمتٍ موحش. طوال رحلتنا الطويلة، لم نلتقي بأي مواطن محلي؛ تموضع الجيش في المنطقة المجاورة؛ وتمركزت بعض الفيالق في الثكنات العسكرية. في الساعة الثالثة، امتطى الإمبراطور حصانه، وتنقل حول الكرملين، كان في دار التعليم، وزار أهم جسرين في البلاد وعاد إلى الكرملين، حيث استقر في القاعات الرسمية المخصصة للإمبراطور الإسكندر.
وفقًا للروايات المعاصرة، أمر نابليون بأن يقوم الروس بإيصال الطعام إلى الكرملين - بغض النظر عن الجنس أو العمر أو العجز - بدلاً أن يوصل على الأحصنة؛ وكان هذا ردًا على الإهمال الذي تعامل به الروس مع وصوله، ووفقًا للمؤرخ ألكسندر مارتن، غادر سكان موسكو المدينة بشكل عام بدلاً من خضوعهم الاحتلال. وجدت دراسة استقصائية للشرطة منذ بداية عام 1812 وجود 270184 ساكنًا. وبحسب مارتن، بقي 6200 مدني فقط، ووفقًا لفلاديمير زيمتسوف، بقي 10 آلاف ساكن، بالإضافة إلى 10 إلى 15 ألف جندي روسي جريح ومريض.
ارتفعت وتيرة قيام الجيش الفرنسي والسكان المحليين بعمليات النهب مع استمرار الاحتلال. في البداية، كانت عمليات النهب بهدف تجميع الثروة ولكن فيما بعد أصبحت من أجل الحصول على طعام. وقتل عدد من المدنيين على يد قوات الجيش. فشلت محاولات القادة الفرنسيين في الحفاظ على الانضباط. لقب السكان المحليون أحيانًا الفرنسيين «بالوثنيين» أو «باسورمان» التي تصف الفرنسيين على أنهم كفار، حيث انتُهكت الكنائس المحلية بشكل ممنهج من قبل الجيش الفرنسي لملء خزائن حرب نابليون.

## حريق موسكو
وقع حريق متعمد حول المدينة عندما دخل الفرنسيون في 14 سبتمبر. اعتقد الفرنسيون أن الكونت فيودور روستوبشين، حاكم موسكو، هو الذي أمر بإشعال الحرائق. بدأت رياح قوية ليلة 15-16 سبتمبر واستمرت لأكثر من يوم، أُضرمت النيران في جميع أنحاء المدينة. أطلقت محكمة عسكرية فرنسية النار على ما يصل إلى 400 مواطن للاشتباه في قيامهم بإشعال النيران.

عكرت النيران مزاج نابليون. وفقًا لشاهد عيان، قال: «يا له من منظر رهيب! هل هم من افتعل ذلك! أُضرمت النيران بعدد من القصور! يا له من حل لا يصدق! أي نوع من الناس هؤلاء! إنهم السكوثيون!» أجبرت شدة الحريق نابليون على الانتقال من الكرملين إلى قصر بتروفسكي في وقت مبكر من صباح يوم 16 سبتمبر. كتب الكونت سيجور:
كنا محاطين ببحر من اللهب الذي هدد كل البوابات المؤدية من الكرملين. باءت المحاولات الأولى للخروج منه بالفشل. أخيرًا، عُثر على مخرج إلى نهر موسكو تحت الجبل. خرج نابليون عن طريقه من الكرملين مع حاشيته والحرس القديم. مع اندلاع النيران، لم نجرؤ على الاقتراب. لم يتمكن أولئك الذين يعرفون المدينة قليلًا على التعرف على الشوارع التي اختفت في الدخان. ومع ذلك، كان من الضروري اتخاذ قرار ما، لأنه مع كل لحظة اشتدت النار أكثر فأكثر من حولنا. حرقت الحرارة الشديدة أعيننا، لكننا لم نتمكن من إغلاقها واضطررنا إلى التحديق إلى الأمام. كان الهواء خانق والرماد ساخن وتصاعد اللهب من كل مكان، كانت أنفاسنا قصيرة وجافة ومكبوتة بسبب الدخان. أحرقنا أيدينا، في محاولة لحماية وجوهنا من الحرارة الرهيبة.
كتب المؤرخ يفجيني تارل أن نابليون وحاشيته سافروا على طول أربات المحترقة إلى الشواطئ الآمنة لنهر موسكو.
اشتعلت النيران حتى 18 سبتمبر ودمرت معظم موسكو.